# Ileana von Rumänien

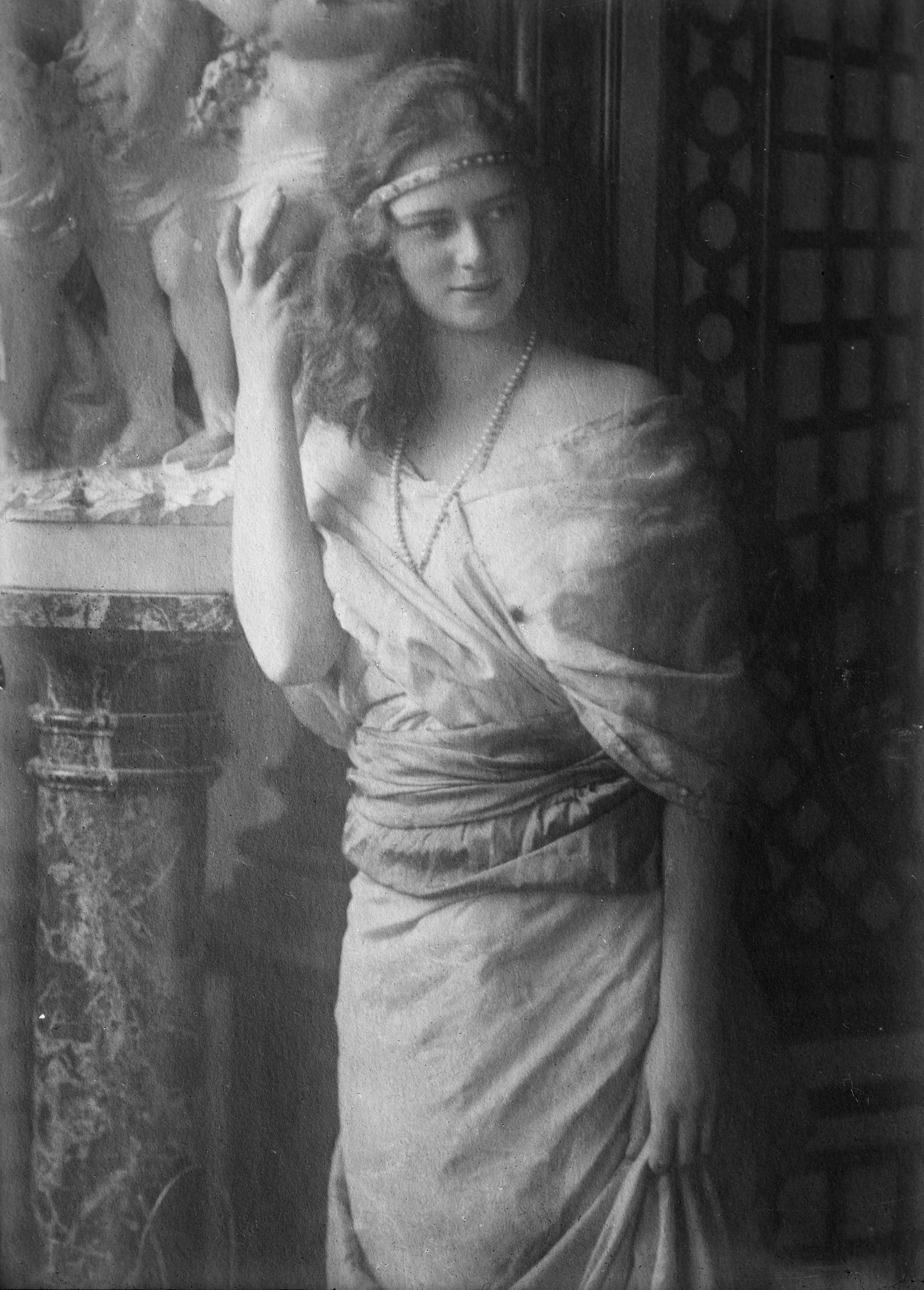
Fotografie von Prinzessin Ileana von Rumänien, um 1925

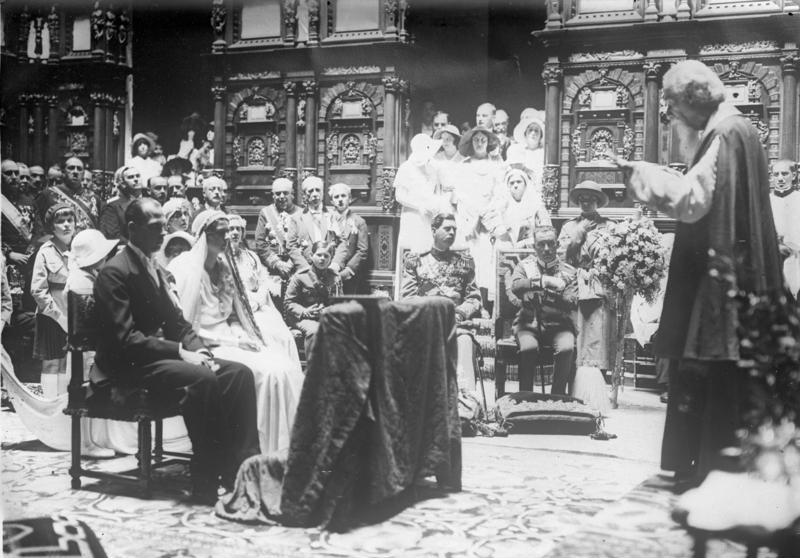
Hochzeit Ileana und Anton von Österreich-Toskana, 1931

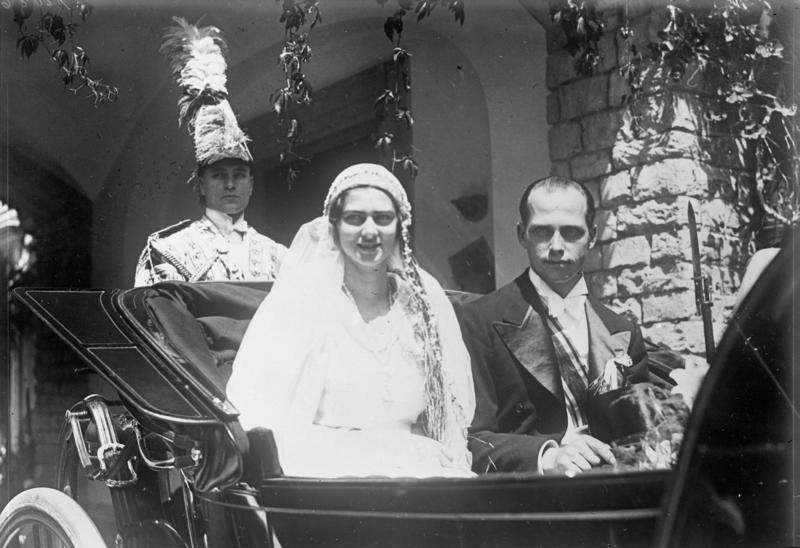
Ileanas Hochzeit, 1931

Prinzessin Ileana von Rumänien, rumänisch Domnița Ileana a României (* 5. Januar 1909 in Bukarest; † 21. Januar 1991 in Ellwood City, Pennsylvania) war ein Mitglied des Hauses Hohenzollern-Sigmaringen.

## Leben
Ileana war die jüngste Tochter von sechs Kindern des rumänischen Königs Ferdinand I. (1865–1927) und seiner Ehefrau Prinzessin Marie Alexandra Victoria von Edinburgh (1875–1938), der ältesten Tochter des Herzogs Alfred von Sachsen-Coburg und Gotha und der russischen Großfürstin Marija Alexandrowna Romanowa. Sie war somit mütterlicherseits eine Urenkelin der britischen Königin Victoria und des russischen Zaren Alexander II.
Die tiefe Abneigung ihrer Mutter gegen ihren Ehemann geht aus ihrem Briefwechsel mit ihrer geheimen Vertrauten, der Tänzerin Loïe Fuller, hervor. Des Weiteren hatte die Mutter eine langjährige Affäre mit dem Prinzen Barbu Știrbey (1873–1946), Premierminister und engster Berater von König Karl I. und seinem Nachfolger Ferdinand I., und es wird vermutet, dass Ileanas jüngerer Bruder Mircea aus der Verbindung stammt. Wer Ileanas Vater ist, scheint bis heute ungeklärt.
Am 26. Juli 1931 heiratete Prinzessin Ileana auf Schloss Peleș in Sinaia den ehemaligen Erzherzog Anton von Österreich-Toskana (1901–1987), dritter Sohn von Erzherzog Leopold Salvator und dessen Gattin, der spanischen Infantin Blanca de Castilla de Borbón. Nach der Heirat wurde Ileana und ihrem Ehemann von ihrem Bruder, König Karl II., aus politischer Rücksicht auferlegt, außerhalb von Rumänien zu leben. Das Ehepaar hielt sich daher zunächst in München und in Mödling bei Wien und später auf seinem Schloss Sonnberg in Österreich auf. Aus der gemeinsamen Verbindung gingen sechs Kinder hervor:
- Stefan (1932–1998) ⚭ 1954 Mary Jerrine Soper
- Maria-Ileana, genannt Minola (1933–1959) ⚭ 1957 Jaroslaw Graf von Kotulin und Dobrzenicz (1917–1959). Das Ehepaar kam beim Absturz des Lufthansa-Flugs 502 ums Leben.
- Alexandra, genannt Sandi (* 1935) ⚭ 1962–1972 Eugen Eberhard Prinz von Württemberg | ⚭ 1973 Victor Freiherr von Baillou
- Dominik, genannt Niki (* 1937), Industriedesigner ⚭ 1960 Engel de Voss
- Maria Magdalena, genannt Magi (1939–2021) ⚭ 1959 Hans Freiherr von Holzhausen
- Elisabetha, genannt Herzi (1942–2019) ⚭ 1964 Friedrich Sandhofer

Auch während ihres Lebens im Exil blieb Ileana eine glühende rumänische Patriotin. Während des Zweiten Weltkriegs diente ihr Ehemann bis Ende 1944 in der deutschen Wehrmacht als Pilot. Nach seiner Entlassung ging er nach Bran, wo seine Familie auf dem Schloss lebte. In den Jahren von 1943 bis 1948 engagierte sich Ileana stark im Sanitätswesen und errichtete durch Spenden das Spital Inima Reginei in Bran. Nach dem Putsch und der Auflösung des Bündnisses Rumäniens mit Deutschland am 23. August 1944 waren das Paar, dessen Kinder und ihre Hausangestellten als deutsche Staatsbürger in Gefahr, interniert oder des Landes verwiesen zu werden. Aber erst als ihr Neffe, König Michael I., am 30. Dezember 1947 abdanken und das Land verlassen musste, wurde auch Ileanas Familie des Landes verwiesen. Die Familie hielt sich zunächst in der Schweiz und Argentinien auf, in den frühen 1950er Jahren zog sie mit ihren Kindern in die Vereinigten Staaten. Mit dem Verkauf ihrer Juwelen finanzierte Ileana den Kauf eines Hauses in Newton, Massachusetts. Im Jahr 1954 ließ sich das Ehepaar scheiden und einige Monate später heiratete Ileana in Newton den Exilrumänen Stefan Nikolas Issarescu (1906–2002). Auch diese Ehe scheiterte und wurde 1965 geschieden.
Im Jahr 1967 gründete Ileana ein rumänisch-orthodoxes Kloster und schrieb zahlreiche religiöse, spirituelle Bücher, die heute als wichtige Literatur der rumänisch-orthodoxen Kirche gelten. 1990 konnte Ileana, mittlerweile als Nonne Maica Alexandra, noch einmal Bran besuchen, ehe sie am 21. Januar 1991 verstarb.

## Titel
- 1909–1914 Prinzessin von Hohenzollern-Sigmaringen
- 1914–1931 Prinzessin von Rumänien

## Namen
- 1931–1954 Ileana Habsburg-Lothringen (adelshistorisch Erzherzogin von Österreich und Prinzessin von Toskana genannt)
- 1954–1965 Ileana Issarescu
- 1967–1991 Schwester Maica Alexandra